# Dolinov
Dolinov (del ruso: Долинов) es un jútor del raión de Tbilískaya del krai de Krasnodar, en Rusia. Está situado en las tierras bajas de Kubán-Azov, en la orilla derecha del río Zelenchuk Vtorói, afluente del Kubán, 12 km al sur de Tbilískaya y 92 km al este de Krasnodar, la capital del krai. No tenía población constante en 2010.
Pertenece al municipio rural Márinskoye.